# Gradi militari della Corea del Nord
I gradi militari della Corea del Nord rappresentano le insegne militari utilizzate dall'Armata Popolare Coreana.

## Marescialli
|               | Comandanti supremi | Comandanti supremi               | Marescialli               | Marescialli      |
| ------------- | ------------------ | -------------------------------- | ------------------------- | ---------------- |
| Mostrine      |                    |                                  |                           |                  |
| Nome coreano  | Taewŏnsu 대원수    | Konghwaguk wonsu 공화국원수      | Wonsu 원수                | Ch'asu 차수      |
| Nome italiano | Generalissimo      | Maresciallo della Corea del Nord | Maresciallo dell'esercito | Vice maresciallo |

## Esercito
| Codice NATO equivalente | OR-9                   | OR-8          | OR-7                     | OR-6                       | OR-5                     | OR-4                     | OR-3                   | OR-2        | OR-1               |
| ----------------------- | ---------------------- | ------------- | ------------------------ | -------------------------- | ------------------------ | ------------------------ | ---------------------- | ----------- | ------------------ |
| Mostrine                |                        |               |                          |                            |                          |                          |                        |             | Nessun equivalente |
| Nome coreano            | T'ŭkmu-sangsa 특무상사 | Sangsa 상사   | Chungsa 중사             | Hasa 하사                  | Sanggŭp-pyŏngsa 상급병사 | Chungŭp-pyŏngsa 중급병사 | Hagŭp-pyŏngsa 하급병사 | Chŏnsa 전사 | Nessun equivalente |
| Nome italiano           | Sergente maggiore      | Sergente capo | Sergente di prima classe | Sergente di stato maggiore | Sergente                 | Caporale                 | Lancia spezzata        | Soldato     | Nessun equivalente |

| Codice NATO equivalente | OF-10       | OF-10            | OF-9         | OF-8                | OF-7             | OF-6             | OF-5         | OF-5         | OF-4               | OF-3       | OF-2       | OF-1          | OF-1         | OF-1         | OF (D)             |
| ----------------------- | ----------- | ---------------- | ------------ | ------------------- | ---------------- | ---------------- | ------------ | ------------ | ------------------ | ---------- | ---------- | ------------- | ------------ | ------------ | ------------------ |
| Mostrine                |             |                  |              |                     |                  |                  |              |              |                    |            |            |               |              |              | Nessun equivalente |
| Nome coreano            | Wonsu 원수  | Ch'asu 차수      | Taejang 대장 | Sangjang 상장       | Jungjang 중장    | Sojang 소장      | Taechwa 대좌 | Sangjwa 상좌 | Jungjwa 중좌       | Sojwa 소좌 | Taewi 대위 | Sangwi 상위   | Chungwi 중위 | Sowi 소위    | Nessun equivalente |
| Nome italiano           | Maresciallo | Vice maresciallo | Generale     | Colonnello generale | Tenente generale | Maggior generale | Brigadiere   | Colonnello   | Tenente colonnello | Maggiore   | Capitano   | Primo tenente | Tenente      | Sottotenente | Nessun equivalente |

## Aeronautica
| Codice NATO equivalente | OR-9                   | OR-8          | OR-7                     | OR-6            | OR-5                     | OR-4                     | OR-3                   | OR-2        | OR-1               |
| ----------------------- | ---------------------- | ------------- | ------------------------ | --------------- | ------------------------ | ------------------------ | ---------------------- | ----------- | ------------------ |
| Mostrine                |                        |               |                          |                 |                          |                          |                        |             | Nessun equivalente |
| Nome coreano            | T'ŭkmu-sangsa 특무상사 | Sangsa 상사   | Chungsa 중사             | Hasa 하사       | Sanggŭp-pyŏngsa 상급병사 | Chungŭp-pyŏngsa 중급병사 | Hagŭp-pyŏngsa 하급병사 | Chŏnsa 전사 | Nessun equivalente |
| Nome italiano           | Sergente maggiore      | Sergente capo | Sergente di prima classe | Sergente scelto | Sergente                 | Caporale                 | Primo aviere           | Aviere      | Nessun equivalente |

| Codice NATO equivalente | OF-10              | OF-9                       | OF-8                | OF-7             | OF-6             | OF-5               | OF-5         | OF-4               | OF-3       | OF-2       | OF-1          | OF-1            | OF-1          | OF (D)      |
| ----------------------- | ------------------ | -------------------------- | ------------------- | ---------------- | ---------------- | ------------------ | ------------ | ------------------ | ---------- | ---------- | ------------- | --------------- | ------------- | ----------- |
| Mostrine                | Nessun equivalente |                            |                     |                  |                  |                    |              |                    |            |            |               |                 |               | Sconosciuto |
| Nome coreano            | Nessun equivalente | Daejang 대장               | Sangjang 상장       | Jungjang 중장    | Sojang 소장      | Daejwa 대좌        | Sangjwa 상좌 | Jungjwa 중좌       | Sojwa 소좌 | Daewi 대위 | Sangwi 상위   | Jungwi 중위     | Sowi 소위     | Sconosciuto |
| Nome italiano           | Nessun equivalente | Generale delle Forze aeree | Colonnello generale | Tenente generale | Maggior generale | Colonnello anziano | Colonnello   | Tenente colonnello | Maggiore   | Capitano   | Primo tenente | Secondo tenente | Terzo tenente | Sconosciuto |

## Marina
| Codice NATO equivalente | OR-9                   | OR-8                        | OR-7                | OR-6                        | OR-5                        | OR-4                        | OR-3                   | OR-2        | OR-1               |
| ----------------------- | ---------------------- | --------------------------- | ------------------- | --------------------------- | --------------------------- | --------------------------- | ---------------------- | ----------- | ------------------ |
| Mostrine                |                        |                             |                     |                             |                             |                             |                        |             | Nessun equivalente |
| Nome coreano            | T'ŭkmu-sangsa 특무상사 | Sangsa 상사                 | Chungsa 중사        | Hasa 하사                   | Sanggŭp-pyŏngsa 상급병사    | Chungŭp-pyŏngsa 중급병사    | Hagŭp-pyŏngsa 하급병사 | Chŏnsa 전사 | Nessun equivalente |
| Nome italiano           | Sottoufficiale maestro | Sottoufficiale capo anziano | Capo sottoufficiale | Sottoufficiale di 1ª classe | Sottoufficiale di 2ª classe | Sottoufficiale di 3ª classe | Marinaio               | Recluta     | Nessun equivalente |

| Codice NATO equivalente | OF-10              | OF-9         | OF-8                | OF-7             | OF-6             | OF-5                 | OF-5         | OF-4               | OF-3       | OF-2       | OF-1          | OF-1            | OF-1          | OF (D)             |
| ----------------------- | ------------------ | ------------ | ------------------- | ---------------- | ---------------- | -------------------- | ------------ | ------------------ | ---------- | ---------- | ------------- | --------------- | ------------- | ------------------ |
| Mostrine                | Nessun equivalente |              |                     |                  |                  |                      |              |                    |            |            |               |                 |               | Nessun equivalente |
| Nome coreano            | Nessun equivalente | Daejang 대장 | Sangjang 상장       | Jungjang 중장    | Sojang 소장      | Daechwa 대좌         | Sangjwa 상좌 | Jungjwa 중좌       | Sojwa 소좌 | Daewi 대위 | Sangwi 상위   | Jungwi 중위     | Sowi 소위     | Nessun equivalente |
| Nome italiano           | Nessun equivalente | Ammiraglio   | Colonnello generale | Tenente generale | Maggior generale | Colonnello superiore | Colonnello   | Tenente colonnello | Maggiore   | Capitano   | Primo tenente | Secondo tenente | Terzo tenente | Nessun equivalente |